# Дело Варвары Карауловой
Де́ло Варва́ры Карау́ловой — уголовный процесс по обвинению российской студентки Варвары Карауловой в приготовлении к участию в деятельности террористической организации «Исламское государство» (ИГ). В мае 2015 года Караулова пыталась попасть на подконтрольную ИГ территорию Сирии, но была задержана в Турции и отправлена в Россию. В декабре 2016 года она была приговорена к 4,5 годам заключения в колонии общего режима. 27 апреля 2019 года Караулова вышла из колонии в рамках условно-досрочного освобождения.

## Побег и возвращение
Варвара Павловна Караулова родилась 29 ноября 1995 года, выросла и обучалась в США и Западной Европе, но после переезда матери в Москву поступила в российскую школу, занималась спортом (боксом, тайским боксом, стрельбой из лука, греблей, футболом) и окончила школу с золотой медалью. Поступила на отделение культурологии философского факультета МГУ. По словам Варвары, в 2012 году в социальной сети «Вконтакте» в группе болельщиков ЦСКА она познакомилась с «Владом» (Айратом Саматовым из Казани, уже в процессе переписки с Варварой ставшим членом ИГ), после продолжительной переписки с которым захотела жить по законам ислама и самостоятельно обратилась в эту религию. Караулова влюбилась в Саматова и в переписке просила его взять её в жёны и забрать в Сирию, куда тот собирался для участия в военных действиях на стороне ИГ.
Вскоре студентка на два месяца потеряла связь с Саматовым, но с ней связались и предложили выйти замуж за боевика Джебхат ан-Нусра Надира. По словам Карауловой, приревновав Саматова к другой девушке, она пыталась отомстить ему, согласившись выйти замуж за Надира через трансляцию в Skype. Надир выслал ей деньги для переезда в Сирию, но в апреле 2015 года с ней связался Саматов, который убедил Варвару выйти замуж за него. Караулова приобрела билет в Стамбул на 27 мая 2015 года.
Когда вечером 27 мая девушка не вернулась домой, её отец, соучредитель Divizion Павел Караулов, используя сперва социальные сети, а потом свои связи в ФСБ, МИДе и других структурах, начал искать дочь. Эти поиски, к которым подключился и Интерпол, попали в ведущие СМИ страны, где преобладала информация, что девушка стала жертвой вербовщиков ИГ. После прилёта в Стамбул члены ИГ перевозили Караулову вместе с другими женщинами, предназначавшимися боевикам, в сторону Сирии, пока 4 июня её вместе с 12 другими россиянами и 4 азербайджанцами не задержали при попытке перейти границу в Килисе турецкие силовики.
Караулова содержалась в миграционном лагере Батмана, затем перевезена спецрейсом из Диярбакыра в Стамбул, откуда 11 июня прилетела в Москву. В тот момент было неизвестно, пройдёт ли девушка свидетелем по делу о вербовке в экстремистскую организацию (ст. 282.1 УК РФ) или её обвинят в покушении на участие в незаконном вооружённом формировании (ст. 208 УК).

## Уголовный процесс
23 июля 2015 года Следственный комитет Российской Федерации (СКР) решил не возбуждать дело против Варвары Карауловой. В сентябре 2015 года девушка сменила имя на Александру Иванову (в 2019 году вернула себе прежнее имя и фамилию). 27 октября она была допрошена СКР как фигурант дела против вербовщиков. На следующий день Лефортовский суд Москвы арестовал Иванову как подозреваемую в «приготовлении к участию в деятельности террористической организации» (ст. 205.5 УК). В ноябре 2015 года ей было выдвинуто обвинение, а следователь заявил, что по возвращении из Турции девушка продолжала поддерживать контакты с террористами, а имя сменила для нового побега.
26 августа 2016 года следствие предъявило Ивановой обвинение в окончательной редакции, составившее 13 томов. Дело было передано в Московский окружной военный суд, где 5 октября начался судебный процесс. Следствие обвинило Иванову в попытке присоединиться к подразделению ИГ «Бадр», готовившему смертников. Вскоре стало известно, что обвиняемой, в психиатрической больнице имени Алексеева, был поставлен диагноз — шизотипическое расстройство. Государственный обвинитель требовал приговорить девушку к 5 годам колонии общего режима и штрафу в 150 тыс. рублей. В последнем слове Варвара Караулова признала, что допустила ошибку, совершив побег в Сирию, не хотела причинить зло или вред другим людям, не собиралась участвовать в боевых действиях и попросила суд о снисхождении.
22 декабря 2016 года судья Александр Абабков, зачитывая текст приговора, сообщил, что в его основу легли признательные показания, данные Ивановой в ходе предварительного следствия, от которых она позднее отказалась, а также показания ряда свидетелей. Он признал Иванову вменяемой и приговорил её к 4,5 годам заключения в колонии общего режима, усмотрев у неё стремление стать боевиком ИГ. Адвокат осуждённой подал апелляцию, настаивая, что Иванова ехала в Сирию по любви.
Отец Варвары Карауловой был в шоке от приговора и пожалел о том, что обратился за помощью к ФСБ России, представители которого обещали, что его дочь будет свидетелем: «…получается, я сделал ошибку, обратившись к тому, кто должен обеспечивать нашу безопасность». Мать Варвары возмутилась тем, что свидетель, который участвовал в боевых действиях на стороне террористов и приехал в РФ по поддельным документам, получил срок меньше, чем у Карауловой, — 4 года. Также родители Варвары Карауловой рассказали, что подали жалобу в Европейский суд по правам человека, и будут обжаловать приговор.
22 марта 2017 года Верховный суд России отклонил жалобы защиты и признал законным приговор Карауловой (Ивановой). На срок тюремного заключения Варвара Караулова была отправлена в женскую колонию ИК-1 в Вологде.

### Условно-досрочное освобождение
В апреле 2019 года адвокаты направили прошение об УДО Карауловой, которая с учётом заключения во время следствия отбыла 3,5 года из 4,5. По утверждению её адвоката Бадамшина и матери, так как на философском факультете МГУ не было заочного обучения, отбывая наказание, Караулова заочно училась в университете «Синергия» на факультете менеджмента и юриспруденции, надеялась поступить в магистратуру в МГУ. Она соблюдала нормы выработки на производстве, не конфликтовала с другими осуждёнными и имела отличную характеристику от психолога. Её навещал православный духовник.
16 апреля 2019 года Вологодский городской суд удовлетворил ходатайство об условно-досрочном освобождении Варвары Карауловой. 27 апреля Караулова вышла из колонии ИК-1 в Вологде на свободу.

### После освобождения
4 июня 2020 года Кунцевский суд Москвы установил административный надзор над Варварой Карауловой, запретив ей до 2029 года находиться ночью (с 22:00 до 06:00) вне дома, если это не связано с рабочими обязанностями.
В июле 2020 года вышла замуж за адвоката Олега Елисеева, с которым познакомилась в 2019 году. Весной 2021 года у пары родился сын Ицхак.

## Резонанс
В российских СМИ дело Варвары Карауловой нередко приводится в качестве примера типичных методов работы вербовщиков экстремистских организаций в интернете. Рассматривается дело в качестве характерного и в специальной литературе, посвящённой изучению терроризма.
По мнению обозревателя «Независимой газеты», в истории одной из героинь российского телесериала «Колл-центр» — Лизы Некрасовой — имеется «отзвук истории Варвары Карауловой». Похожая история имеет место и в сериале «На краю».
Постановка «Финист ясный сокол» основана на материалах уголовных дел против женщин, уезжавших в Сирию, которых затем судили за «пособничество терроризму». В основу пьесы легли реальные материалы допросов и приговоров.